# 헨리 B. 월탈

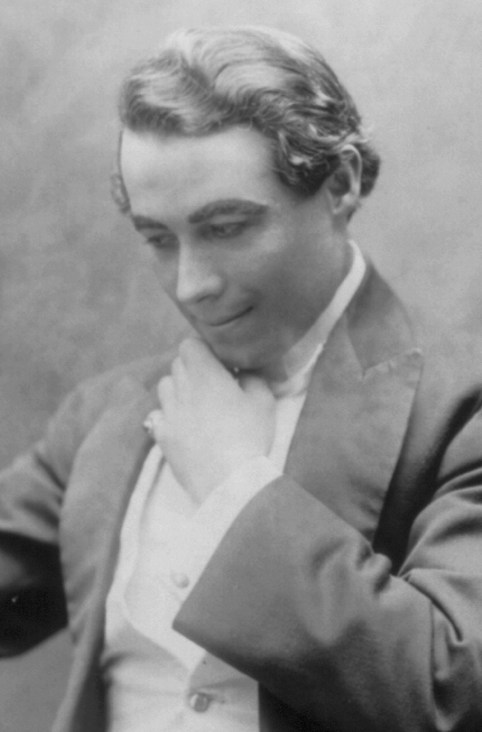

헨리 B. 월탈(Henry Brazeale Walthall, 1878년 3월 16일 ~ 1936년 6월 17일)는 미국의 연극 배우, 영화배우이다.
셸비군 (앨라배마주)에서 태어났으며 몬로비아에서 사망하였다. 사인은 인플루엔자이다. 할리우드 포에버 공동묘지에 매장되었다.

## 영화
- 악마의 인형 (1936년)
- 두 시민 이야기 (1935년)
- 레몬 드롭 키드 (1934년)
- 프리스트 판사 (1934년)
- 비바 빌라! (1934년)
- 노라 모란의 원죄 (1933년)
- 홀드 유어 맨 (1933년)
- 42번가 (1933년)
- 스타크 매드 (1929년)
- 브릿지 오브 산 루이스 레이 (1929년)
- 트레스퍼서 (1929년)
- 날개 (1927년) - 데이빅의 아버지 역
- 어벤징 컨션스: 오어 '다우 셜트 낫 킬' (1914년)
- 우리가 알았더라면 (1913년)
- 어 코너 인 윗트 (1909년)